# Цвизел
Цвизел (њем. Zwiesel) град је у њемачкој савезној држави Баварска. Једно је од 24 општинска средишта округа Реген. Према процјени из 2010. у граду је живјело 9.973 становника. Посједује регионалну шифру (AGS) 9276148.

## Географски и демографски подаци
Цвизел се налази у савезној држави Баварска у округу Реген. Град се налази на надморској висини од 585 метара. Површина општине износи 41,2 km². У самом граду је, према процјени из 2010. године, живјело 9.973 становника. Просјечна густина становништва износи 242 становника/km².

## Међународна сарадња
| Мјесто  | Држава   | Врста сарадње | Од    |
| ------- | -------- | ------------- | ----- |
| Пухенау | Аустрија | партнерство   | 1987. |
| Извор   |          |               |       |